# Acalolepta densemarmorata
Acalolepta densemarmorata là một loài bọ cánh cứng trong họ Cerambycidae.